# Матильда де Блуа
Матильда (Мод) де Блуа (фр. Mathilde de Blois) (ок. 1095 — 25 ноября 1120 года) — дочь пфальцграфа Шампани Этьена II де Блуа и Аделы Нормандской, жена Ричарда д’Авранша, 2-го графа Честера, сестра будущего короля Англии Стефана Блуаского.

## Происхождение
Матильда де Блуа была дочерью Этьена II де Блуа и Аделы Нормандской. По материнской линии Матильда приходилась внучкой Вильгельму Завоевателю и Матильды Фландрской. По отцовской линии — была внучкой Тибо III де Блуа и его первой жены Герсенды Мэнской.

## Детство
Кроме Матильды в семье было ещё минимум одиннадцать детей. В 1102 году её отец погиб в Палестине, а обязанности регента Блуаского графства взяла на себя Адела. Она же занималась воспитанием детей, приглашая для них прекрасных учителей. Младший брат Матильды, Стефан, с детства воспитывался при дворе короля Англии Генриха I, приходившегося им дядей.

## Дальнейшая жизнь
В 1115 году Матильда де Блуа вышла замуж за англонормандского аристократа Ричарда д’Авранша, носившего титул графа Честера и виконта д’Авранш. К двадцати годам он уже успел поучаствовать в военной кампании Генриха I против королевства Гвинед. Новых территорий поход не принёс, поэтому в наступлении на валлийские земли Ричард уже не участвовал, ограничившись укреплением своих замков в Чешире.
В 1119 году наследник английского престола Вильгельм Аделин участвовал в подавлении восстания баронов в Нормандии. Вместе со своим отцом Генрихом I он нанёс вторгшимся французским войскам тяжёлое поражение в битве при Бремюле, хотя сражение оказалось практически бескровным. Контроль над герцогством вскоре был восстановлен. После этого, в 1120 году принц Вильгельм возвращался в Англию, сопровождаемый группой придворной знати. Среди них был и виконт д’Авранш с молодой женой Матильдой.

## Гибель

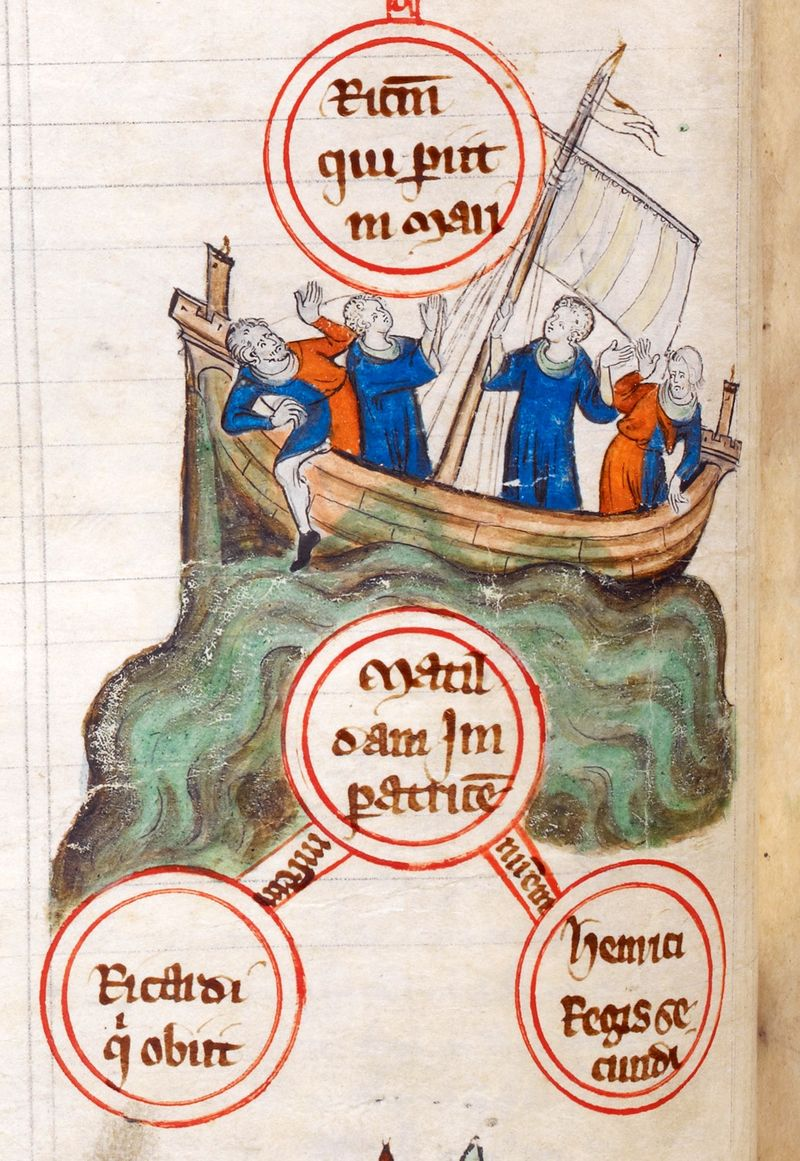
Крушение Белого корабля

Поздним вечером 25 ноября 1120 года «Белый корабль» с наследником и его свитой на борту отчалил от берега. Но при выходе из устья Сены наткнулся в темноте на полускрытую в воде скалу и быстро затонул. Выжить удалось лишь одному пассажиру. Погибло около трёхсот человек, среди них и принц Вильгельм, и Матильда де Блуа со своим мужем. Тело Ричарда д’Авранша вместе с телами ещё нескольких погибших было найдено в декабре на нормандском берегу в районе Мортена и опознано по одежде.
Детей у Матильды не было, поэтому титул и владения Ричарда д’Авранша перешли к его двоюродному брату Ранульфу ле Мешену. А в Англии, в связи с потерей наследника престола, началась гражданская война, продолжавшаяся до 1154 года.